# (400047) 2006 RT100
(400047) 2006 RT100 es un asteroide perteneciente al cinturón de asteroides, descubierto el 14 de septiembre de 2006 por el equipo del Catalina Sky Survey desde el Catalina Sky Survey, Arizona, Estados Unidos.

## Designación y nombre
Designado provisionalmente como 2006 RT100.

## Características orbitales
2006 RT100 está situado a una distancia media del Sol de 2,574 ua, pudiendo alejarse hasta 3,042 ua y acercarse hasta 2,107 ua. Su excentricidad es 0,181 y la inclinación orbital 14,58 grados. Emplea 1509,13 días en completar una órbita alrededor del Sol.

## Características físicas
La magnitud absoluta de 2006 RT100 es 17,2.